# ريد ماك
ريد ماك (بالإنجليزية: Red Mack)‏ هو لاعب كرة قدم أمريكية أمريكي، ولد في 19 يونيو 1937 في أوكونتو في الولايات المتحدة.